# Кирпильская
Кирпи́льская — станица в Усть-Лабинском районе Краснодарского края России, образует Кирпильское сельское поселение, являясь его административным центром. 
Жители называют станицу просто Кирпили́

## География
Станица расположена на берегах реки Кирпили, в степной зоне, в 15 км севернее города Усть-Лабинска. На западе граничит со станицей Раздольной, на востоке — со станицей Восточной. Предприятия сельского хозяйства. На севере с хутором-бейсюжёк второй(Выселковского района)

## История
Хутора казаков станицы Усть-Лабинской при реке Кирпили известны с 1840-х годов. 19 октября 1879 года из этих хуторов был образован посёлок Кирпильский (неофициально назывался также Чернышовка) т.к большинство иногородних из села Чернышовка(Ростовская область). В 1906 году посёлок был преобразован в станицу Кирпильскую. По вероисповеданию коренные жители делились на православных и старообрядцев (потомки донских казаков).
На 1916 год в станице было 1026 домохозяйств, а население составляло 10 059 душ, из них: казаков — 3164, иногородних — 6895 (в основном переселенцы из южнорусских 
губерний).

## Административное устройство
В состав Кирпильского сельского поселения входит одна станица Кирпильская.

## Население
| 1939  | 1959  | 1979  | 2002  | 2010  | 2012  | 2013  |
| ----- | ----- | ----- | ----- | ----- | ----- | ----- |
| 5773  | ↗6016 | ↘5513 | ↗5654 | ↘5547 | ↘5517 | ↘5471 |
| 2014  | 2015  | 2016  | 2017  | 2018  | 2019  | 2020  |
| ↘5417 | ↘5384 | ↘5327 | ↘5257 | ↘5179 | ↘5112 | ↘5075 |
| 2021  | 2023  |       |       |       |       |       |
| ↘5011 | ↘4929 |       |       |       |       |       |

Национальный состав (2002): русские (89,7 %), цыгане (4,0 %), армяне (2,9 %), украинцы (1,5 %), таджик (0,015%) и др.

## Известные уроженцы
- Стрельников, Василий Поликарпович — Герой Советского Союза.[21]
- Харченко, Иван Николаевич — член ГД четвёртого созыва.[22][23]